# Anillos de Cabot

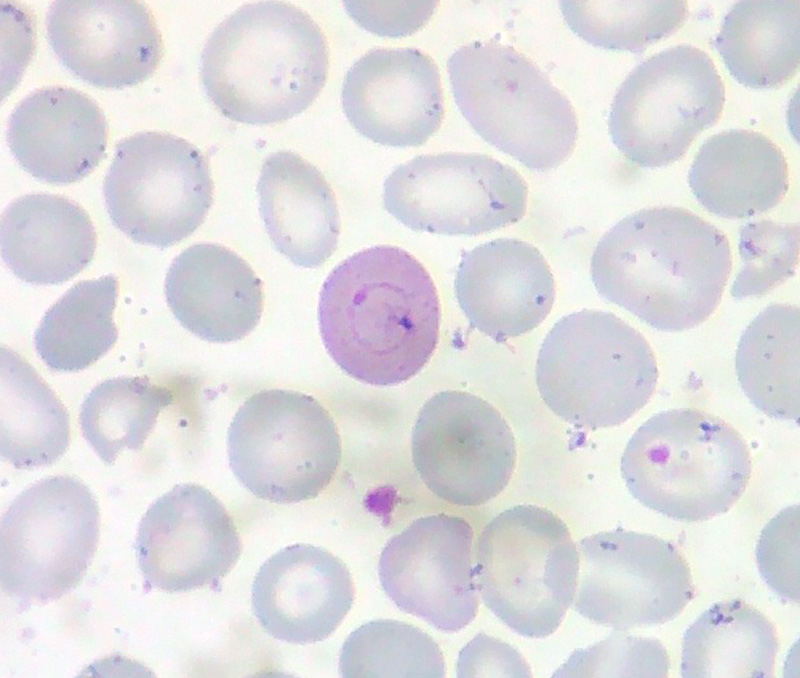
En el centro, un eritrocito con un anillo de Cabot. Coloración May-Grünwald-Giemsa.

Los anillos de Cabot son unas estructuras filamentosas, muy delgadas de color rojo-violeta con las coloraciones habituales para hematología que presentan en forma de anillos, lazos o figuras con forma de 8, y que en algunas ocasiones se encuentran en los glóbulos rojos de la sangre. Son microtúbulos remanentes del huso mitótico, y su presencia indica anormalidades en la producción de los glóbulos rojos.
Los anillos de Cabot, siendo hallazgos bastante raros, cuando se presentan se encuentran en el citoplasma de los glóbulos rojos, y, en la mayoría de los casos son causados por defectos en la producción de los eritrocitos. y no son un hallazgo frecuente en la sangre de la circulación general.

## Aspecto citológico
Los anillos de Cabot tienen la apariencia de estructuras basófilas, filamentosas, en forma de anillo o lazo con forma de 8. Se tiñen de color púrpura con las coloraciones derivadas de la tinción de Romanowsky, tales como la tinción de Wright, o May-Grünwald-Giemsa.

## Enfermedades asociadas
Se han observado anillos de Cabot en un puñado de casos de pacientes con anemia perniciosa, intoxicación con plomo, algunas patologías y desórdenes en la producción de glóbulos rojos (eritropoyesis).

## Historia
Fueron descritos por primera vez en el año 1903 por el médico estadounidense Richard Clarke Cabot (1868-1939).